# 湯浅恭正
湯浅恭正（ゆあさ たかまさ、1951年- ）は、日本の教育学者。広島都市学園大学子ども教育学部教授。専門は教育方法学、特別ニーズ教育。

## 人物・来歴
島根県生まれ。1973年島根大学教育学部卒、1977年広島大学大学院教育学研究科博士課程退学、2002年「障害児教育における授業実践の成立に関する教授学的研究」で兵庫教育大学・博士（学校教育学）。徳島文理大学家政学部、香川大学教育学部、2005年大阪市立大学文学研究科・文学部教育学教室教授。2016年定年退任、中部大学教授、広島都市学園大学子ども教育学部教授。

## 著書
- 『障害児授業実践の教授学的研究』大学教育出版, 2006.12

### 共編著
- 『学級崩壊 かわる教師、かえる教室 第2巻(小学校低学年)』湯浅恭正 [ほか]編. フォーラム・A, 2000.4
- 『教育の方法 明日の学びを演出する』 (Minerva教職講座) 山下政俊共編著. ミネルヴァ書房, 2001.11
- 『障害児の教授学入門』冨永光昭共編著. コレール社, 2002.5
- 『新しい授業づくりの物語を織る』久田敏彦,住野好久共編. フォーラム・A, 2002.5
- 吉本均『現代教授学の課題と授業研究』 (学級の教育力を生かす吉本均著作選集) 白石陽一共編・解説. 明治図書出版, 2006.11
- 『特別支援教育の子ども理解と授業づくり 授業づくりを「楽しく」始める教師になる』 (特別支援教育キャリアアップシリーズ) 高橋浩平,新井英靖,小川英彦,広瀬信雄共編著. 黎明書房, 2007.11
- 『特別支援教育の授業を組み立てよう 授業づくりを「豊かに」構想できる教師になる』 (特別支援教育キャリアアップシリーズ) 小川英彦, 新井英靖, 高橋浩平, 広瀬信雄共編著. 黎明書房, 2007.12
- 『よくわかる特別支援教育』 (やわらかアカデミズム・〈わかる〉シリーズ) 編. ミネルヴァ書房, 2008.4
- 『特別支援教育のカリキュラム開発力を養おう 授業を「深める」ことのできる教師になる』 (特別支援教育キャリアアップシリーズ) 新井英靖,小川英彦, 高橋浩平, 広瀬信雄 共編著. 黎明書房, 2008.7
- 『困っている子と集団づくり 発達障害と特別支援教育』 (シリーズ現代の教育課題と集団づくり) 編著,里中広美,猪野善弘, 井原美香子,今関和子執筆. クリエイツかもがわ, 2008.8
- 『特別支援教育を変える授業づくり・学級づくり』全3巻　編著. 明治図書出版, 2009.5
- 『子どものすがたとねがいをみんなで 排除しない学校づくり』越野和之,大阪教育文化センター共編, 柴田昭二,山田温子, 豊嶋咲子 執筆. クリエイツかもがわ, 2011.2
- 『発達障害児のキャリア形成と授業づくり・学級づくり』湯浅恭正 他編. 黎明書房, 2011.3
- 『新しい時代の教育の方法』 (シリーズ現代の教職) 山下政俊共編著. ミネルヴァ書房, 2012.2
- 『キーワードブック特別支援教育の授業づくり 授業創造の基礎知識』渡邉健治,清水貞夫共編著. クリエイツかもがわ, 2012.7
- 『特別支援教育のための子ども理解と授業づくり 豊かな授業を創造するための50の視点』新井英靖,吉田茂孝共編著. ミネルヴァ書房, 2013.9
- 『新教師論 学校の現代的課題に挑む教師力とは何か』小柳和喜雄, 久田敏彦共編著. ミネルヴァ書房, 2014.2
- 『障害児保育は「子ども理解」の場づくり』大阪保育研究所共編. かもがわ出版, 2014.6
- 『特別支援教育の授業づくりキーワード Q&Aでわかる子ども理解と教科指導法』 (特別支援学校&学級で学ぶ!) 新井英靖,吉田茂孝共著. 明治図書出版, 2014.9
- 『教師と子どもの共同による学びの創造 特別支援教育の授業づくりと主体性』成田孝, 廣瀬信雄共著. 大学教育出版, 2015.11
- 『自立と希望をともにつくる 特別支援学級・学校の集団づくり』小室友紀子,大和久勝共編著. クリエイツかもがわ, 2016.8
- 『インクルーシブ授業の国際比較研究』新井英靖共編著. 福村出版, 2018.2
- 『仲間とともに育ちあう貝塚養護学校 寄宿舎のある病弱養護学校の実践記録』猪狩恵美子,楠凡之,貝塚養護学校の実践を考える会共著. クリエイツかもがわ, 2018.2
- 『よくわかるインクルーシブ教育』 (やわらかアカデミズム・〈わかる〉シリーズ) 新井英靖, 吉田茂孝共編著. ミネルヴァ書房, 2019.5
- 『教師になるための特別支援教育 パワーポイントで学ぶ』田中良三,藤本文朗共編著. 培風館, 2020.4
- 『子どもとつくる教育方法の展開』福田敦志共編著. ミネルヴァ書房, 2021.11

## 論文
- <湯浅恭正